# Salos historiska museum Samu
Salos historiska museum Samu (finska: Salon  historiallinen museo Samu) är en vid kommunsammanslagningen 2009 bildad museiorganisation, som förenar de tidigare kommunernas museer. 

## Verksamhetsenheter

### Astrumcentret[1]
I Astrumcentret, som tidigare hyste Saloras och Nokias verksamheter, finns stora samlingar av elektronik som har tillverkats i Salo, en privatdonerad Marimekko-samling och en samling som visar utvecklingen av Loglift-lyftanordningar för trävaror.

### Salos elektronikmuseum[2]
Elektronikmuseets Made in Salo-utställning visar kommunikationens, kommunikationsmedlens och elektronikindustrins utveckling och historia från 1920-talet till våra dagar. I utställningen visas de viktigaste i Salo tillverkade apparaternas historia: radio- och televisionsmottagare, olika typer av telefoner, datorer,  datorterminalers och bildskärmars historia. Utöver möjligheten att bekanta sig med äldre teknik kan man också pröva hur det känns att använda gamla spel och apparater. Elektronikmuseet finns i Astrumcentret.

### Halikko museum[3]
Museet är inhyst i sockenmagasinet från år 1849. På tre våningar kan man bekanta sig med Halikkos historia. En specialutställning berättar om livet i Halikko distriktssinnessjukhus. En specialutställning med svärd och sablar har donerats av greve Carl Gustaf Armfelt på Vuorentaka gård.

### Kiikala hembygdsmuseum[4]
Kiikalas museiområde inrymmer sju byggnader, som har flyttats dit från olika delar av Kiikala.  Från år 1963 har man flyttat dit en bod, en rökbastu, en smedja, ett torp, en ria och ett lider. År 1994 flyttades dit Kierikka militärboställe från Peltola, en parstuga från 1800-talet. Museet visar föremål från hemhushållning samt mejeri-, handels- och apoteksverksamhet. Därtill finns föremål från Johannislunds glasbruk, vagnar och möbler.

### Kreivinmäki kvarnbacke[5]
På kvarnbacken står en mamsellkvarn, en loftbod och två andra bodar. På kvarnbacken står mjölnarens torp från 1700-talet men det är i privat bruk. Museiområdet har donerats av greve Carl Gustaf Armfelt på Vuorentaka gård för museibruk. Man kan besöka området året om.

### Meritalo museum[6]
Museet visar en skola från 1900-talets början med olika föremål som har använts i undervisningen. I huset finns utöver ett klassrum också lärarens bostad. Byggnaden var ursprungligen en arbetarbostad på Åminne gård och har uppförts i början av 1840-talet. I byggnaden verkade den tidigare socknen Uskelas första folkskola 1873-1906. Till parstugan fogades 1875 den stora salen och farstun i byggnadens södra gavel.

### Bjärnå museum[7]
Museet har tillkommit 1930 på lokalt initiativ. Byggnaden har planerats av A.W. Rancken och blev färdig samma år. Boden blev klar två år senare. Förebild för byggnaden sägs vara ritningarna till Bjärnå prästgård från 1731. Museiföremålen har samlats ihop med lokala krafter och ger en bild av livet i Bjärnå genom århundradena. Utöver föremålssamlingar visas också interiörer från historiska bostäder i bygden.

### Suomusjärvi hembygdsmuseum[8]
Suomusjärvi hembygdsmuseum är inrymt i sockenmagasinet från år 1861. I museet visas föremål från hantverk, lantbruk och hemhushållning på 1800-talet och 1900-talets början. I museet kan beskådas en lokal bagares och bryggares uppfinning av en perpetuum mobile, som lär ha fungerat några dagar.

### Trömperi gästgiveri[9]
Gästgiveriet är en idyllisk liten gårdsmiljö. Det har ursprungligen varit ett torp under prästgården och dess äldsta del är från 1700-talet. Den första gästgivaren hette Fredrik Strömberg och på hans tid var stället en stödpunkt för de högre ståndens jakter och kräftfångster. Bostadsbyggnaden är av parstugetyp med en bagarstuga.

## Bilder

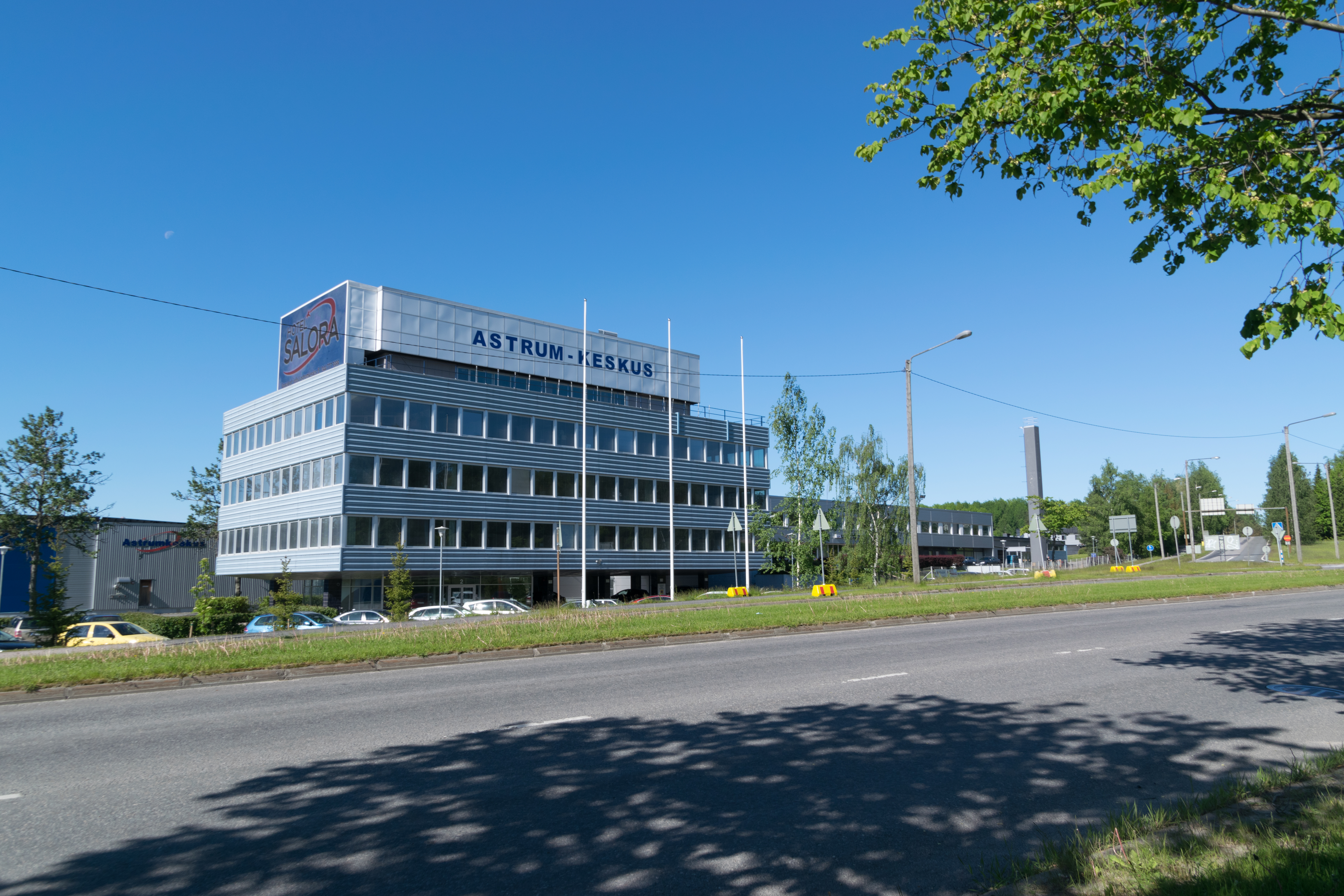
Astrumcentret
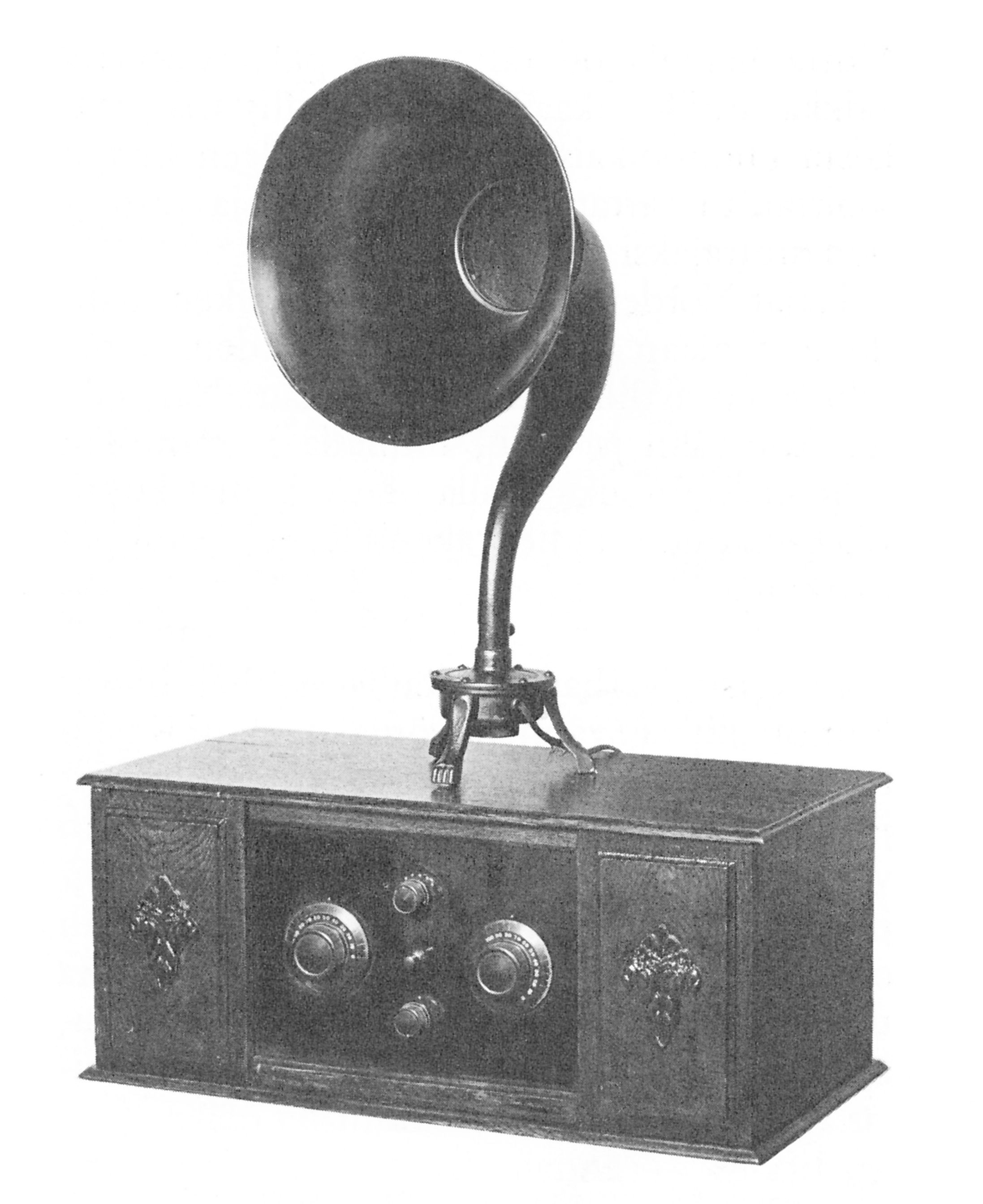
En Salora-radio
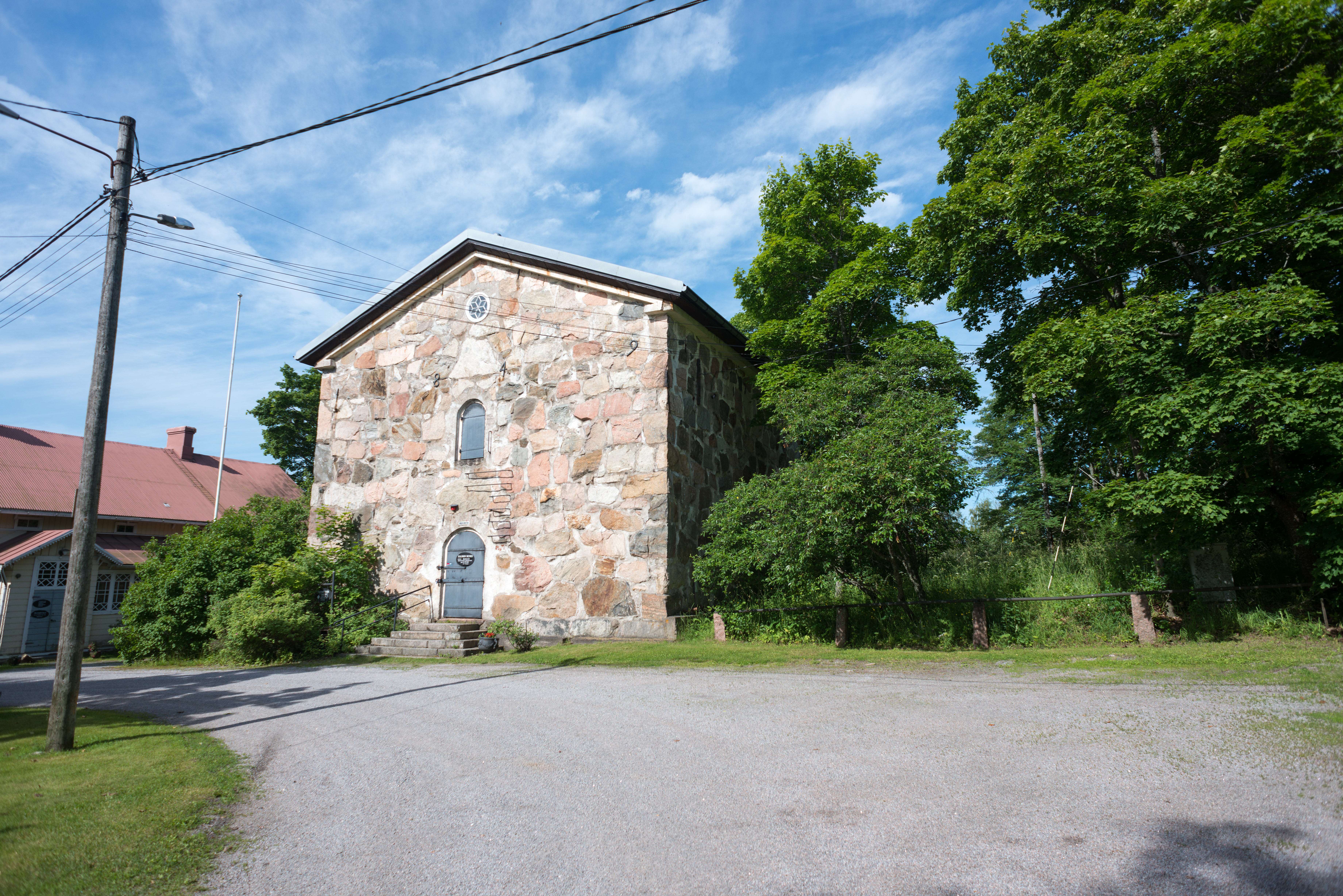
Halikko museum
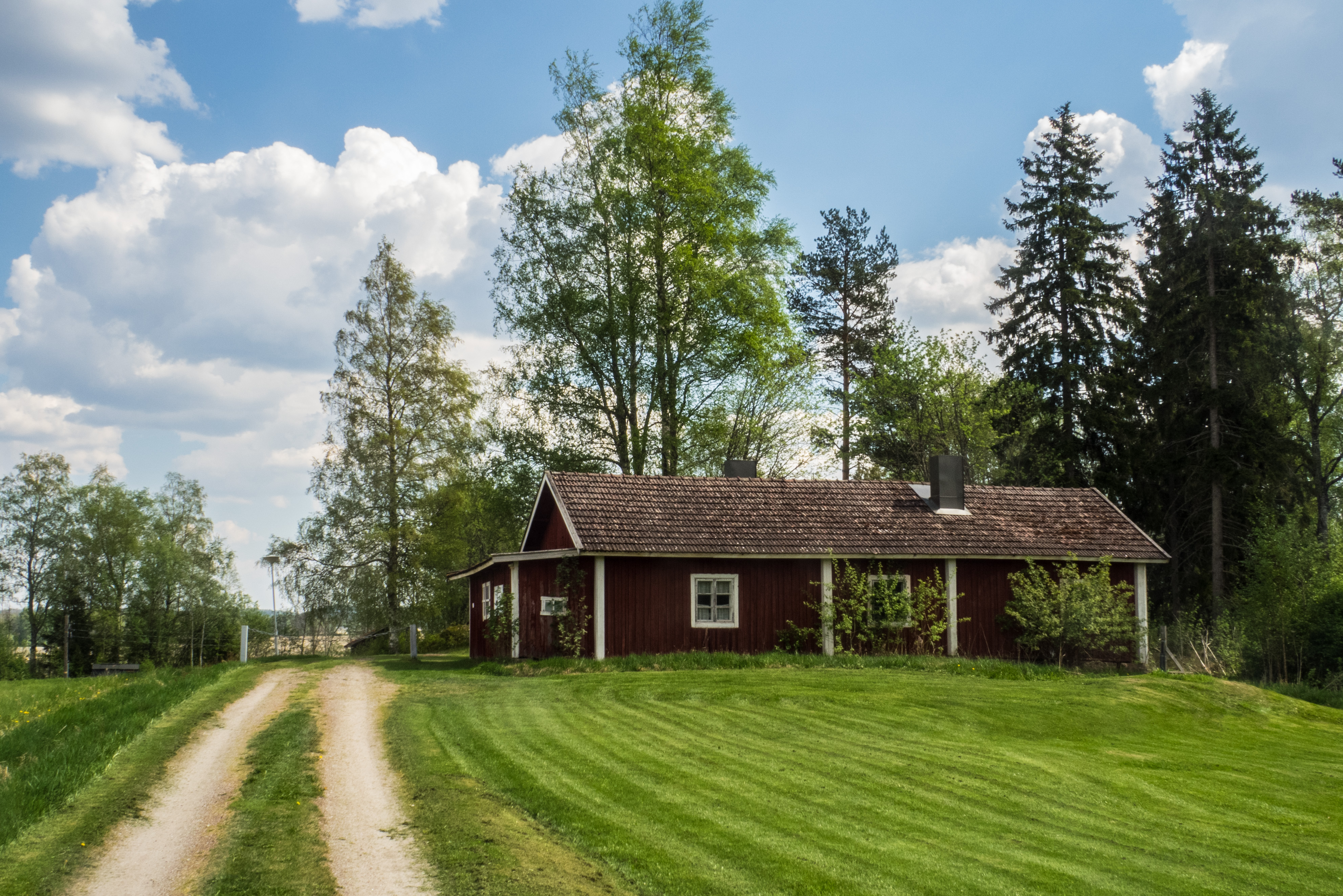
Kiikala hembygdsmuseum
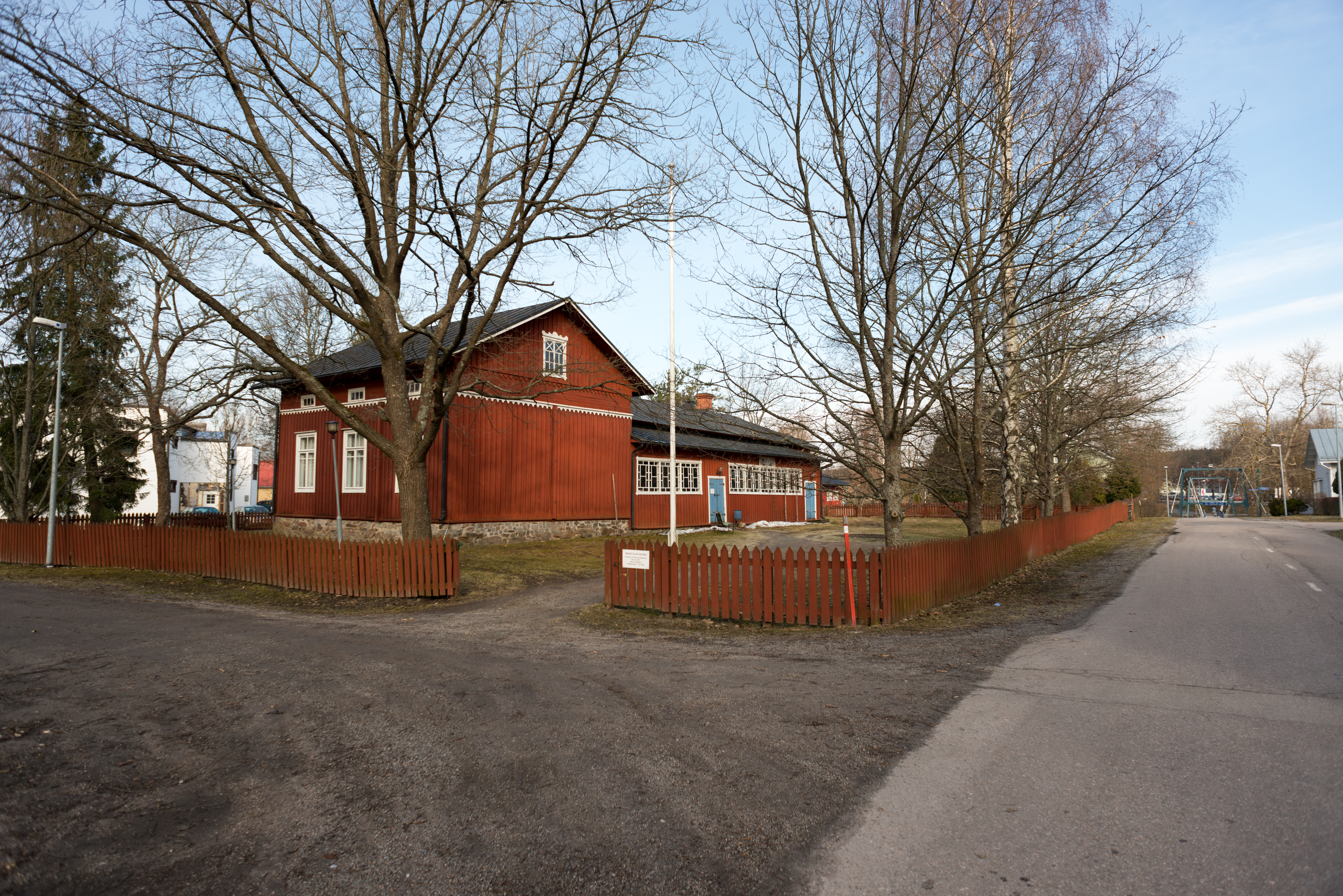
Meritalo museum
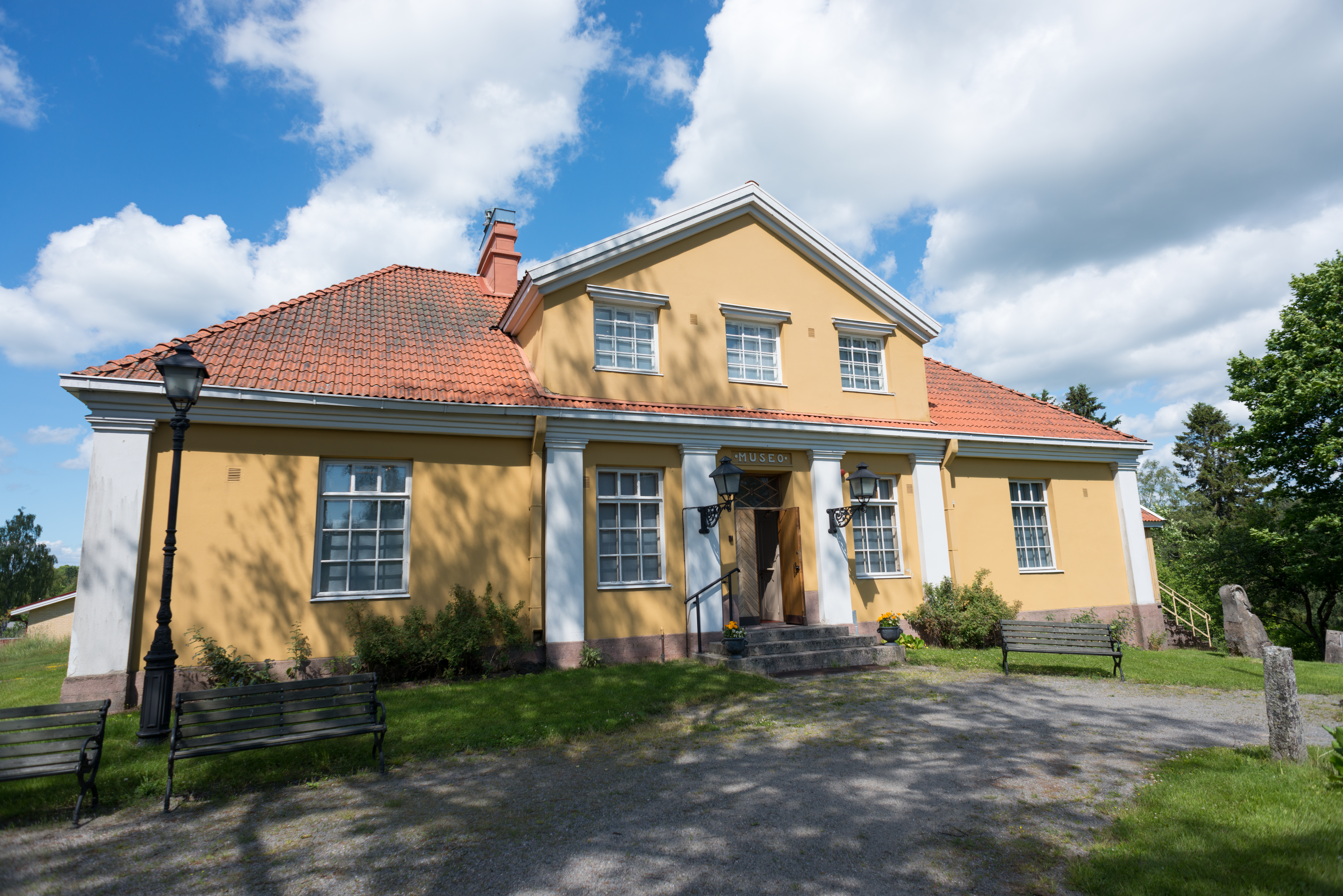
Bjärnå museum
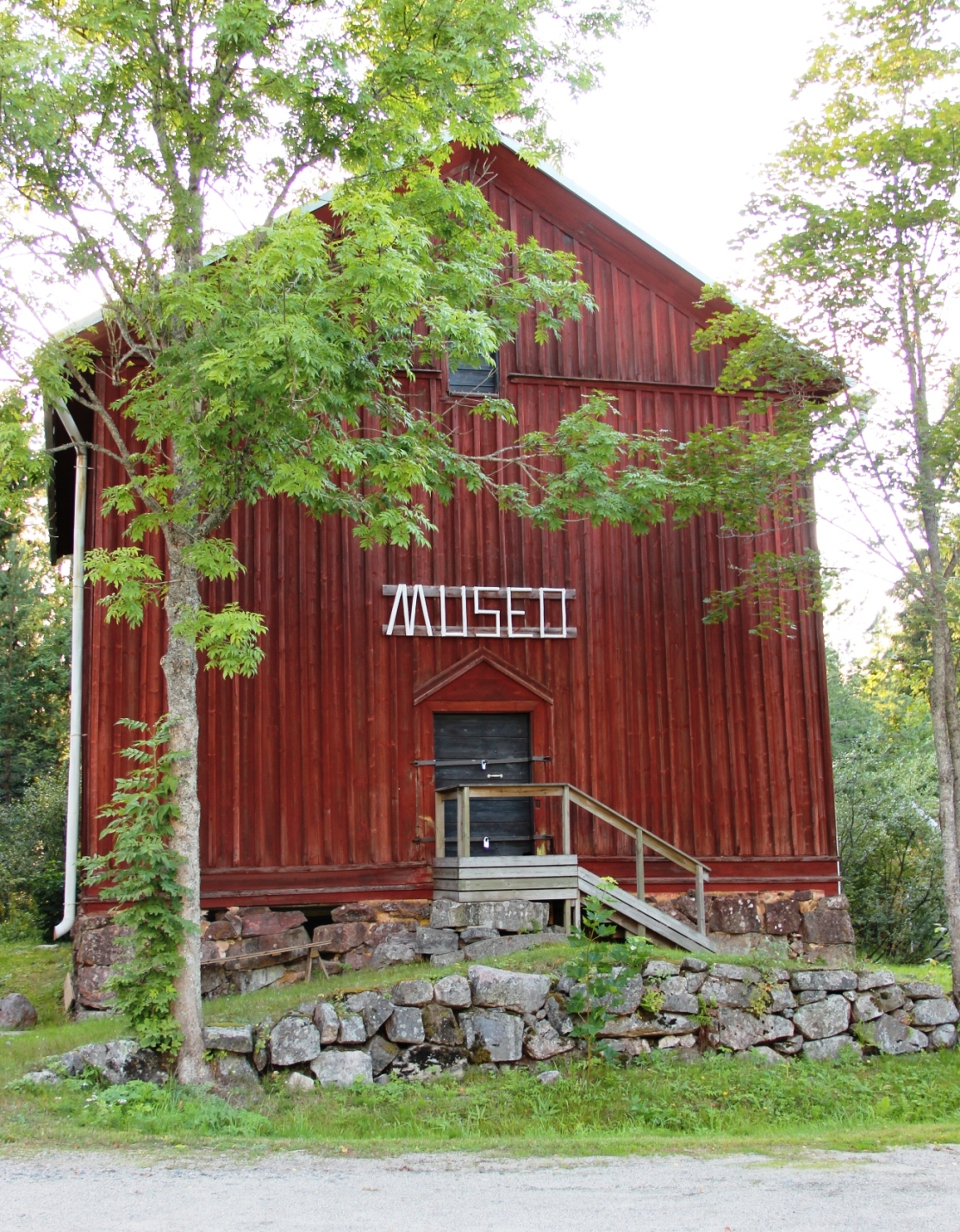
Suomusjärvi museum
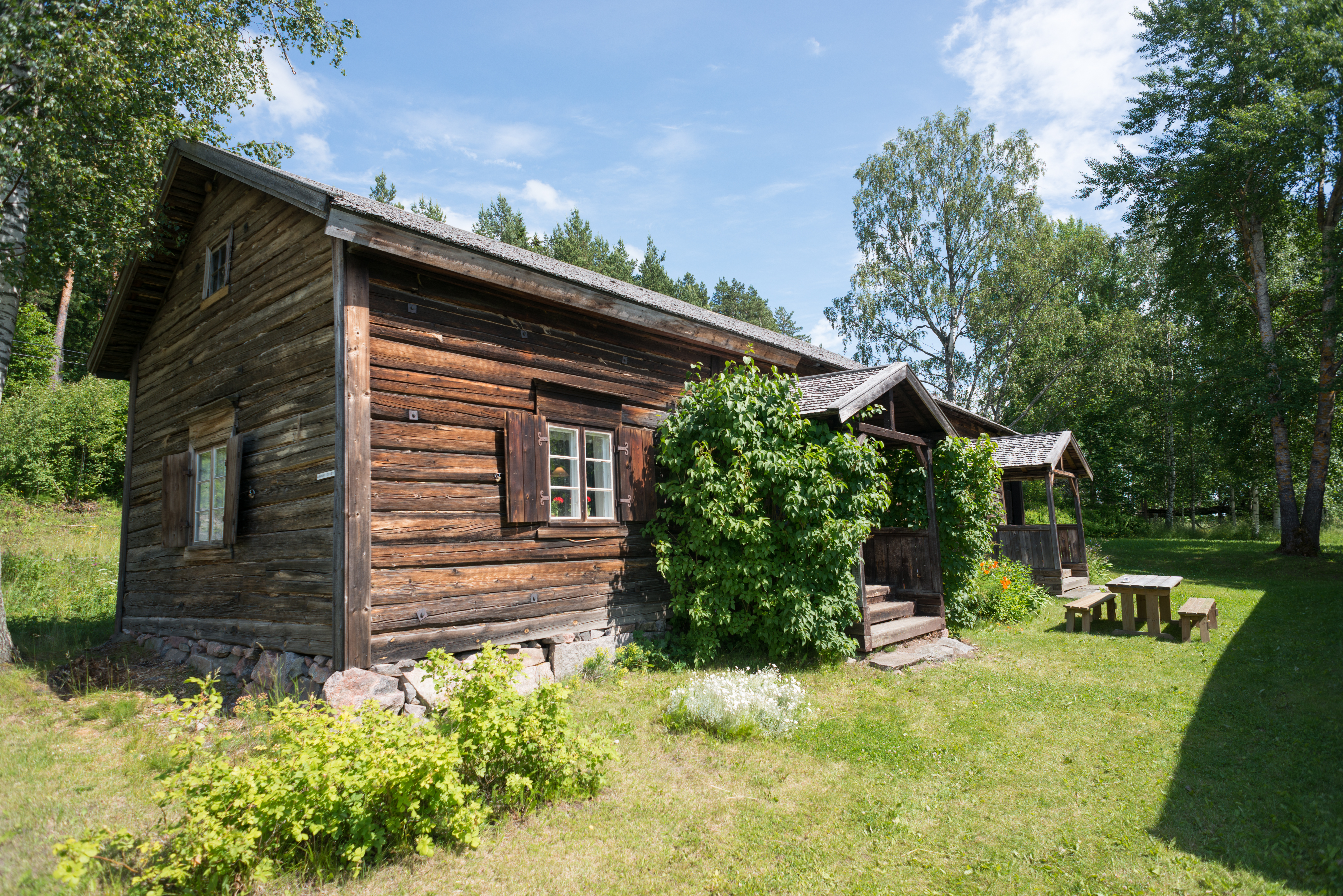
Trömperi gästgiveri